# Tales from the Public Domain
"Tales from the Public Domain" är avsnitt 14 från säsong 13 av Simpsons och sändes på Fox i USA den 17 mars 2002. Avsnittet är det tredje historieberättande avsnittet i serien. I avsnittet berättar Homer för Bart och Lisa klassiska historier där de själva och deras vänner spelar rollfigurerna. I första delen är Homer Odysseus, i andra delen är Lisa Jeanne d'Arc och i den tredje är Bart Hamlet. Avsnittet innehåller flera referenser till historierna, men stämmer inte helt överens med originalen. Avsnittet skrevs av Andrew Kreisberg, Josh Lieb och Matt Warburton samt regisserades av Mike B. Anderson. Avsnitten av denna typ är lättare för författarna att skriva men svårare att animera enligt produktionsteamet. 

## Handling
Homer hittar en flera år försenad biblioteksbok med klassiska historier och han börjar läsa några av historierna för Bart och Lisa där familjen och deras vänner spelar rollfigurerna.

### D'oh, Brother Where Art Thou?
I första berättelsen är Homer Odysseus och han ger kungen av Troja (Ned Flanders) en trojansk häst. Efter att Priamos tagit emot hästen visar den sig innehålla soldater som spelas av Apu, Lenny, Moe, Professor Frink och Carl. Soldaterna lyckas då döda alla i Troja. Efter slaget bestämmer de sig för att inte offra ett får till gudarna som ett tack för segern. Detta gör gudarna Zeus, Dionysos och Poseidon som spelas av Joe Quimby, Barney och Horatio McCallister sura och de skickar iväg dem på en längre hemfärd. Soldaterna får besöka sirenerna (Patty och Selma) och Kirke (Lindsey Naegle) där Homer äter upp alla sina vänner som hon förvandlat till grisar. Homer passerar genom Hades innan han kommer hem till sin familj Penelope (Marge) och Telemachos (Bart). När han till slut kommer hem ser han att Marge har fått flera friare och han dödar dem alla. Marge blir glad över att han är tillbaka, men han lämnar henne igen, denna gång för att gå till Moe's.

### Hot Child in the City
Lisa är Jeanne d'Arc och hon får i uppdrag av Gud att leda Frankrike mot seger i hundraårskriget. Hennes familj är tveksam mot planerna men efter att hon vunnit det första slaget blir hon hyllad av kungen av Frankrike (Milhouse). Under nästa strid blir Lisa fången och hamnar inför domstol. I domstolen kommer det fram att vaktmästare Willie också fått i uppdrag av Gud att leda England till seger. Gud berättar i rätten att det inte var meningen att de två skulle träffas och han flyr från rättegången. Jeanne d'Arc blir därför dömd till att brännas på bål. 
Lisa frågar då Homer om hon överlevde. Marge berättar att hon räddades av Sir Lancelot och de gifte sig och flyttade in i ett rymdskepp. Marge river därefter loss sista sidan ur sagan och börjar äta upp den och påpekar att den var lättare att äta än Bambi-videon.

### Do the Bard, Man
Bart är Prins Hamlet. Hans farbror Claudius (Moe) har gift sig med hans mamma, Gertrude (Marge). Hans pappa Kung Hamlet (Homer) hemsöker honom en natt som ett spöke och berättar för sin son att han dog efter att Claudius förgiftade honom. Prins Hamlet bestämmer sig därför att avslöja hur hans pappa dog och hämnas. Under en föreställning av en clown, spelad av Krusty, ber prins Hamlet honom att genomföra en föreställning över hur hans far dog. Under föreställningen ropar Claudius som sitter i publiken, att de gör fel, han använde inte så mycket gift som de använde i föreställningen, detta gjorde så att han blev avslöjad. Prins Hamlet försöker nu hitta ett sätt att döda Claudius, men dödar i första försöket Polonius (Clancy Wiggum). Claudius låter sedan hans son, Laertes (Ralph Wiggum) gå en duell mot prinsen men sonen förlorar och han dödar sedan Claudius men råkar själv dö efter att ha halkat på en blodfläck. Gertrude ser då högen med döda människor och bestämmer sig för ta livet av sig för hon vägrar städa upp efter dem. 
Bart berättar då att historien var dålig, eftersom alla dog. Homer berättar då att historien ledde till Ghostbusters och familjen börjar dansa till det ledmotivet under eftertexterna.

## Produktion
"Tales from the Public Domain" regisserades av Mike B. Anderson och skrevs av Andrew Kreisberg, Josh Lieb och Matt Warburton. Avsnittet sändes första gången den 17 mars 2002 på Fox. "Tales from the Public Domain" är det tredje avsnittet som innehåller korta historier. Avsnitten har skrivits eftersom författarna tycker att avsnitten är roliga att skriva. Innan manuset började skrivas bestämdes det att i en historia skulle Lisa inneha huvudrollen eftersom det finns få klassiska historier med kvinnor i huvudrollen och de ville inte göra som förra gången där Lisa spelade Johnny Appleseed under namnet Connie Appleseed. David Tennant tittade på en filmversion av Hamlet innan han började skriva manuset. Enligt Anderson är avsnitten svårare att göra för animatörerna eftersom det inte finns lika mycket mallar att använda som i ett vanligt avsnitt. I scenen då Jeanne d'Arc börjar brännas på bål gjorde man scenen så att hon inte började brinna utan det bara var lågor runt henne eftersom många tittare inte gillar när rollfigurerna blir skadade. Då Homer spelade Hamlet dubbelexponerade de filmrutorna för att få honom att se ut som ett spöke.

## Kulturella referenser
Historierna är baserade på berättelserna om Odyssey, Jeanne d'Arc och Hamlet. Sången som Sirenerna sjunger är en parodi på "Copacabana". Namnet på första historien är en referens till O Brother, Where Art Thou?, den andra till Hot Child in the City och den tredje till Do the Bartman. När Homer åker genom floden, Styx, spelas sången "Lady" av bandet Styx.
Då Clancy Wiggum blandar franska och engelska och Lou påpekar att han gör det är det en referens till Doktor Zhivago. Då Marge påpekar att sidan som hon rev loss var lättare att tugga än Bambi-videon är det en referens till att vissa föräldrar inte lät barnen se filmen. Innan Homer börjar läsa den tredje historien påpekar Bart att Steven Bochco har mer talang än Shakespeare. Efter avsnittet fick produktionstemat NYPD Blue-prylar från Bochco. Att märken från spöket av Kung Hamlet blir kvar då han åker igenom en vägg är en referens till Ghostbusters.

## Mottagande
Avsnittet sändes i USA den 17 mars 2002 och sågs av 4 % av USA:s befolkning i åldersgruppen 18-49 år. Colin Jacobson från DVD Movie Guide anser att avsnitten med historier inte är så lyckade; hans favorithistoria i avsnittet var "Do the Bard, Man". Adam Rayner på Obsessed with Film har i sin recension skrivit att avsnittet bara gav några skratt och det kändes bara halvhjärtat. och på 411Mania har Ron Martin beskrivit avsnittet som slöhet från författarna. Nate Boss of Project:Blu har beskrivit avsnittet som dåligt och irriterande, och eftersom det har gjorts så många filmer om historierna blir den inte rolig. Casey Broadwater på Blu-ray.com gillar avsnittet och Rosie Fletcher på Total Film har kallat avsnittet för det som sticker ut under säsongen. Vulture i New York anser att avsnittet är ett av de tio bästa från de senare åren.